# Liber aureus (Pfäfers)

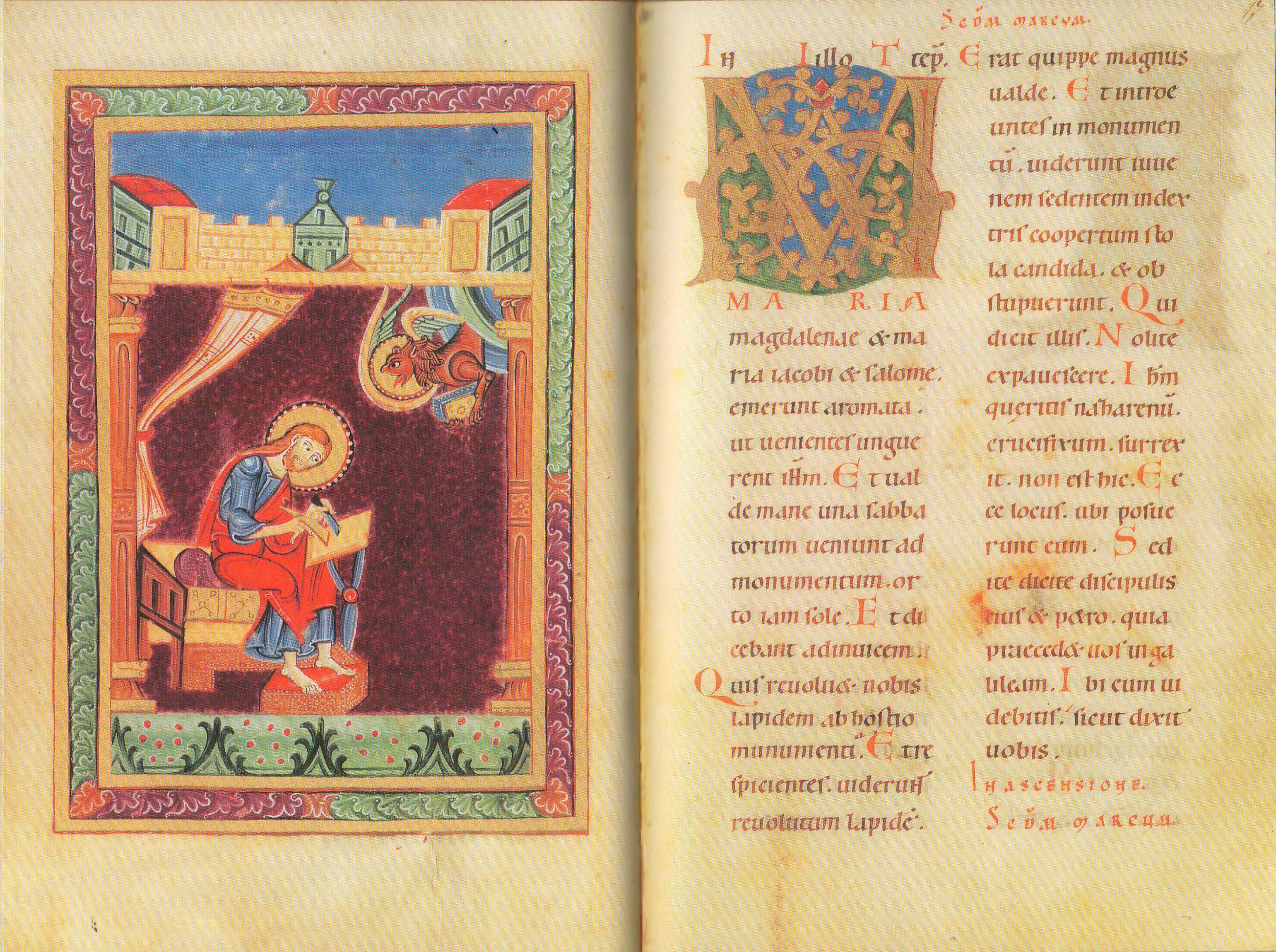
f. 16v Markus, f. 17r Auszug aus dem Markus-Evangelium

Unter dem Namen Liber Aureus (Goldenes Buch) verwahrt das Stiftsarchiv St. Gallen eine Bilderhandschrift aus dem 11. Jahrhundert. Den Namen Goldenes Buch verdankt sie dem aufwändigen Goldschmuck und auch den vergoldeten Silberbeschlägen des Renaissance-Einbands.

## Geschichte
Die Benediktinerabtei Pfäfers im heutigen Schweizer Kanton St. Gallen beauftragte im letzten Viertel des 11. Jahrhunderts einen Kalligraphen und einen Illuminator, einen Nachfolger für das karolingische Liber Viventium zu erstellen. Dieses hat – ursprünglich als Evangelistar angelegt – durch spätere Eintragungen von Inventarverzeichnissen sowie Rechts- und Traditionsnotizen immer mehr die Funktion eines Memorialbuches des Klosters angenommen. Seit 1838 befindet sich die Handschrift unter der Signatur Cod. Fabariensis 2 im Stiftsarchiv St. Gallen.

## Technische Beschreibung
Der Liber Aureus besteht aus drei zu verschiedenen Zeiten entstandenen Teilen, die zu einem Band zusammengefügt sind: Teil I aus dem 11. bis 14. Jahrhundert (f. A/B – f. 28), der nach 1400 geschriebene und künstlerisch ausgestattete Teil II (f. 29–40) und der im dritten Viertel des 15. Jahrhunderts geschriebene Teil III (f. 41–52 beschrieben und f. 53–74 unbeschrieben).
Die Lagen des ersten Teils bestehen aus festem Kalbspergament, die Bifolia messen H. 280 × B. 380 mm, der zweispaltige Schriftspiegel misst 216 × 149 mm, die Spaltenbreite 57 mm, geschrieben wurden 23 Zeilen. Der Text wurde vermutlich von einem Mönch aus Pfäfers geschrieben. Der hintere, jüngere Teil ab f. 29 wurde beim Zusammenfügen dreiseitig auf das Format des älteren Teils zugeschnitten.
Im Laufe der Jahrhunderte verloren die in der Handschrift dokumentierten Rechtsakte immer mehr an Relevanz und die Handschrift wurde ähnlich einer Reliquie mit einem kostbaren Einband ausgestattet. Der 1587 zum Abt gewählte Johannes Heider sorgte um 1590 für einen neuen Einband aus mit Velours überzogenen Holzdeckeln, auf die silbervergoldete, teilweise gegossene und durchbrochen gearbeitete und gravierte Reliefs aufgenagelt wurden, die der Handschrift zur Bezeichnung Goldenes Buch verhalfen.

## Inhalt
Bei der ursprünglichen Gestaltung des ersten Teils blieben manche Seiten oder Halbseiten leer. Hier wurden im 14. Jahrhundert Texte aus dem Urbar über die Grundherrschaften des Klosters eingetragen.
f. A/B Vorderseite leer, Rückseite Evangelist Johannes

f. 1, 3r–5r verkürztes Evangelistar (Johannes)

f. 2, 5v–8r Urbar

f. 8v Evangelist Lukas

f. 9–15va verkürztes Evangelistar (Lukas)

f. 15vb–16r Urbar

f. 16v Evangelist Markus

f. 17r–18ra verkürztes Evangelistar (Markus)

f. 18rb–20r Urbar

f. 20v Evangelist Matthäus

f. 21r–27r verkürztes Evangelistar (Matthäus)

f. 27v–28v Urbar

f. 29 Abtsliste (unter Doppelarkaden, ergänzt bis 1637)

f. 30–32r Verzeichnis der Vogteien, Lehen und Patronatsrechte (unter Doppelarkaden, nach 1400)

f. 32v leer

f. 33r–38v Zwei Texte über mittelalterliche Auseinandersetzungen der Abtei (lateinisch, nach 1400)

f. 39r–40v leer

f. 41–52 Deutsches Urbar, teils wörtliche Übersetzung der Texte von f. 5v-28v, geschrieben im 3. Viertel des 15. Jahrhunderts

f. 53–78 leer
Gegenüber dem Liber Viventium mit seinen 77 Perikopen ist der Liber Aureus mit nur 31 Lesungen stark reduziert. Die Anordnung der Texte folgt zwar in jedem Evangelistar-Teil den Lesungen im Verlauf des Kirchenjahrs, jedoch ist es ungewöhnlich, dass diese separat für jeden Evangelisten niedergeschrieben wurden.

## Buchschmuck
Der erste Teil enthält ganzseitige Bilder der Evangelisten in starken Farben, vor allem Purpur und Gold bei Johannes, Ocker und Grün bei Lukas, Ocker und Blau bei Markus, überwiegend Ocker bei Matthäus. Darüber hinaus enthält dieser Teil insgesamt 23 goldene Initialen mit farbig hinterlegtem Fleuronné im Innenraum in einer Größe von 6 bis 9 Textzeilen. Die Doppelarkaden auf f. 30–32r sind ebenfalls farbig gestaltet und tragen Figuren oder Gebäude auf ihren Säulen. Im nachfolgenden Teil (f. 33–38v) findet man noch eine größere und drei kleinere illuminierte Initialen, teilweise randständig und beschnitten. Der Illuminator steht eindeutig in der Tradition der Reichenauer Buchkunst des 10. und 11. Jahrhunderts.
Der vordere vergoldete Deckel zeigt im Oval die Kreuzigung mit Maria und Johannes. Rundmedaillons an den Ecken zeigen oben links den Mönchsvater Benedikt von Nursia, oben rechts Bischof Pirminius, der vermeintlich die Abtei gründete, unten links Maria Magdalena, unten rechts Scholastika, die Schwester des heiligen Benedikt. Zwischen diesen grösseren Reliefs sind kleinere Beschläge aufgenagelt. Der hintere Deckel zeigt im Mitteloval die stehende Gottesmutter, die nach der apokalyptischen Vision in den Wolken auf einer Mondsichel erscheint. Die vier Eckmedaillons stellen die vier Evangelisten mit ihren Symbolen dar. Zwischen den oberen Medaillons ist zusätzlich das Wappen der Abtei zu erkennen, zwischen den unteren das Wappen des Abtes Jodok Hösli (* um 1592, † 1637, Abt seit 1626). Vergleiche und künstlerische Zusammenhänge lassen den Schluss zu, der Einband sei im Jahr 1590 in der Werkstatt des Johannes Renner in Wil unter Verwendung aus Augsburg und Nürnberg importierter Reliefs entstanden.